# セルジオ・トッピ
セルジオ・トッピ（Sergio Toppi, 1932年10月11日 - 2012年8月21日）は、イタリアの漫画家、イラストレーター。ミラノに生まれる。父は音楽教師、母は出版社の社員だった。絵に興味を持ったのは幼い頃に日本の子供たちの絵画を展示した展覧会を見たことがきっかけで、後には日本に関する本を集めてイラストの模写などもしていたという。地元の絵画学校に通っていたが授業になじめず、母からの紹介でイラストを描くようになる。1950年代にはパゴ兄弟のアニメ制作会社で広告用の短編アニメーション制作に携わり、『カリメロ』の制作などにも関わった。
1960年、『コッリエーレ・デイ・ピッコリ』誌に『魔術師ズルリ』を発表し、漫画家としてデビュー。以後国内外の雑誌に作品を発表していき、1975年にルッカ国際漫画サロンにてイエローキッド賞を受賞。1979年、代表作『シェヘラザード』を発表。細かな線影を用いた写実的な絵柄、ページを大きく使った自由奔放な画面構成など独特の漫画表現で新風を吹き込み、グイド・クレパックス、グイド・ブッゼッリ、ディーノ・バッタリアと並ぶイタリア漫画界の巨匠と目された。
絵の好みに関して、トッピはインタビューにおいてモノクロの線画への偏愛を語っており、銅版画・エッチングが好きで絵柄にも影響があると思うと述べている。好きな版画家としてイタリア人ではフレデリカ・ガッリ、古い作家ではレンブラントを挙げており、絵画ではグスタフ・クリムト、エゴン・シーレらウィーン分離派を挙げている。好きな小説家はディーノ・ブッツァーティだという。